# لامخروطانية
اللامخروطانية (الاسم العلمي: Aconoidasida) هي طائفة من أسناخ صبغية تتبع شعبة معقدات القمة.

## التصنيف
- البوغيات الدموية
  - المتصورات
    - المتصورة
- الكمثريات